# کاکتوس‌های دشتی
کاکتوس‌های دشتی (نام علمی: Pediocactus) نام یک سرده از تبار کاکتوسی‌تباران است.